# Всички ченгета са гадняри
„Всички ченгета са гадняри“ (ACAB – All Cops Are Bastards) е италианско-френски драматичен, трилър филм от 2012 г., на режисьора Стефано Солима. Премиерата на филма е на 25 януари 2012 в Италия.

## Сюжет
Внимание:  Текстът по-долу разкрива сюжета на произведението (или части от него)!
Филмът проследява историята на полицейско звено за борба с безредиците, което се сблъсква с насилието ежедневно. Филмът показва правилата, на които самите те се подчиняват през собствения им поглед и насилието, с което се сблъскват – от смъртта на демонстрант на срещата на Г8 в Геноа през 2001 г. до смъртта на футболен фен от полицейско оръжие през 2007 г.

## Актьорски състав
| Актьор               | Роля     |
| -------------------- | -------- |
| Пиерфранческо Фавино | Кобра    |
| Филипо Нигро         | Негро    |
| Марко Джиалини       | Мацинга  |
| Андреа Сартонети     | Карлето  |
| Доменико Диеле       | Адриано  |
| Роберта Спаджнуло    | Мария    |
| Еугенио Мастрандреа  | Рон Фокс |